# جامعة كاشغر
جامعة كاشغر ((بالصينية: 喀什大学), (بالأويغورية: قەشقەر ئۇنىۋېر سىتېتى)‏)، هي إحدى الجامعات الوطنية في إقليم سنجان المتمتع بالحكم الذاتي في جمهورية الصين الشعبية، ومقرها مدينة كاشغر.

## وصلات خارجية
- كاشغر الجامعة (بالصينية)